# Gipcy
 Gipcy  ist eine französische Gemeinde mit 236 Einwohnern (Stand 1. Januar 2022) im Département Allier in der Region Auvergne-Rhône-Alpes. Sie gehört zum Arrondissement Moulins und zum Kanton Souvigny.

## Geographie
Die Gemeinde liegt etwa 25 Kilometer westlich von Moulins.
Quer durch das Gemeindegebiet zieht sich ein kleiner Höhenrücken. Dieser bewirkt, dass die kleinen Bäche im nördlichen Bereich zum Allier Richtung Nordosten entwässern, während die Gewässer im südlichen Teil dem Cher Richtung Westen zufließen.

### Nachbargemeinden
Umgeben ist Gipcy von den Nachbargemeinden Bourbon-l’Archambault im Norden, Meillers im Osten, Noyant-d’Allier, Tronget und Rocles im Süden, Saint-Hilaire im Südwesten sowie Saint-Aubin-le-Monial im Nordwesten.

## Bevölkerungsentwicklung
| Jahr      | 1968 | 1975 | 1982 | 1990 | 1999 | 2006 | 2018 |
| Einwohner | 403  | 295  | 273  | 269  | 278  | 294  | 237  |

## Sehenswürdigkeiten
- Église de Bessay, Reste einer romanischen Kirche aus dem 13. Jahrhundert, Monument historique[2]
- Kirche Saint-Pierre, Monument historique[3]

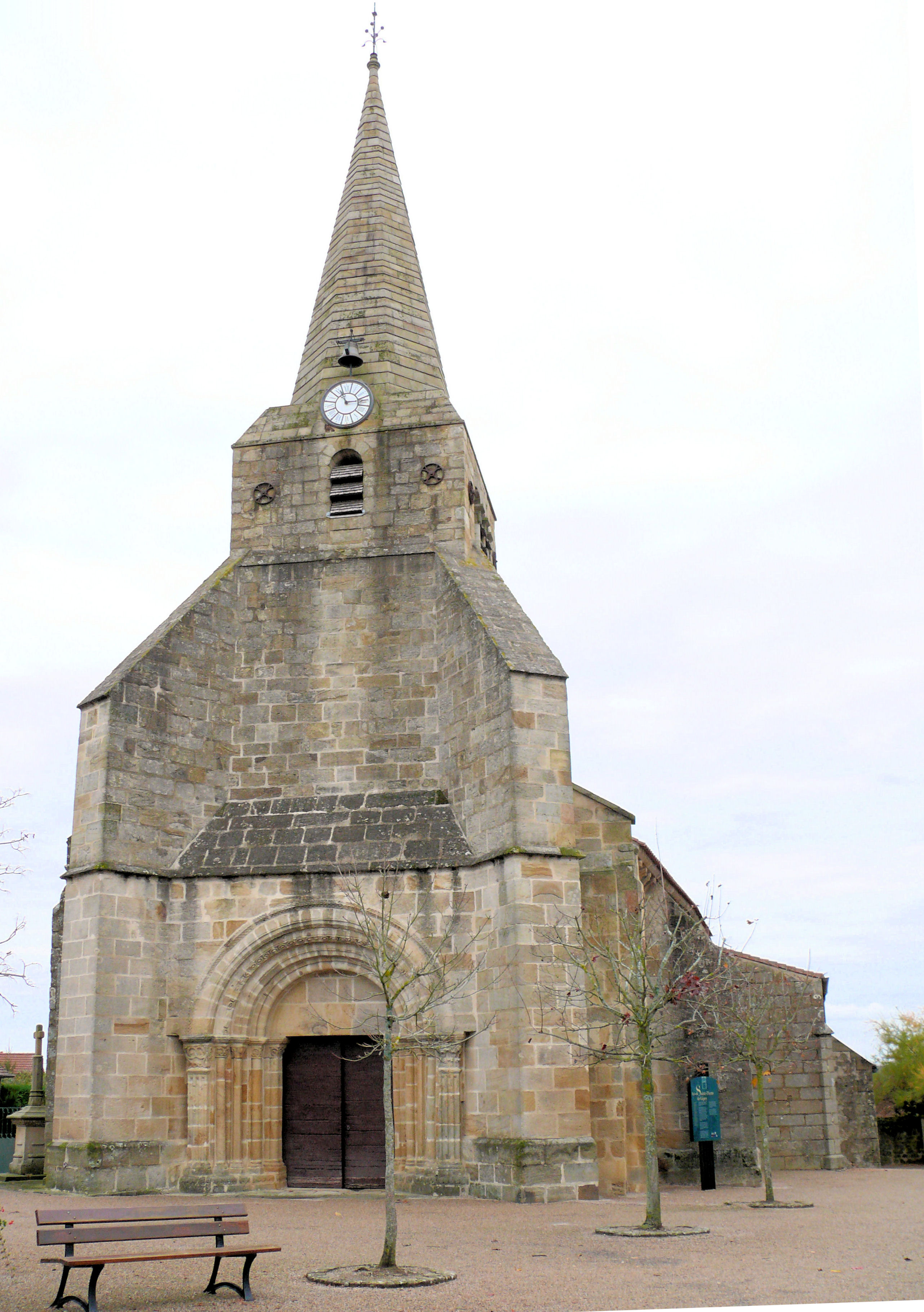
Kirche Saint-Pierre